# Exile Amongst the Ruins
Exile Amongst the Ruins deveti je studijski album irskog black/folk metal sastava Primordial. Diskografska kuća Metal Blade Records objavila ga je 30. ožujka 2018. godine.

## Popis pjesama
Tekstovi: A.A. Nemtheanga. 
| 1.    | »Nail Their Tongues«          | Ciáran MacUiliam | 9:00  |
| 2.    | »To Hell or the Hangman«      | MacUiliam        | 7:16  |
| 3.    | »Where Lie the Gods«          | Micheál O'Floinn | 9:11  |
| 4.    | »Exile Amongst the Ruins«     | MacUiliam        | 7:59  |
| 5.    | »Upon Our Spiritual Deathbed« | O'Floinn         | 8:28  |
| 6.    | »Stolen Years«                | MacUiliam        | 5:15  |
| 7.    | »Sunken Lungs«                | MacUiliam        | 7:52  |
| 8.    | »Last Call«                   | MacUiliam        | 10:32 |
| 65:33 |                               |                  |       |

## Zasluge
| Primordial - A.A. Nemtheanga – vokali - Ciáran MacUiliam – gitara - Michael O'Floinn – gitara - Pól MacAmlaigh – bas-gitara - Simon O'Laoghaire – bubnjevi | Ostalo osoblje - Ola Ersfjord – produkcija, miksanje, tonska obrada - Costin Chioreanu – naslovnica, omot albuma - Chris Common – mastering - Mihai Anghel – fotografija - Gareth Averill – fotografija |

## Ljestvice
| Ljestvica (2018.)            | Najviša pozicija |
| ---------------------------- | ---------------- |
| Njemačka (Offizielle Top 10) | 9                |